# Покољ у селу Кукавице
 Покољ у селу Кукавице је масовно убиство 21 цивила Срба од стране Армије Републике Босне и Херцеговине (АРБиХ) 27. августа 1992. у селу Кукавице, које се налази у општини Рогатица, током Рата у Босни и Херцеговини.
Борачка организација Српско Горажде је на Митровдан 2000. у насељу подигла споменик страдалима у колони 1992. На споменику се налазе имена страдалих.

## Злочин
Дана 27. августа 1992. године, трупе Армије Републике Босне и Херцеговине (АРБиХ) напале су конвој цивила Срба у селу Кукавице, који су се углавном састојали од жена, деце и стараца. Колона цивила у бегу ишла је из села Јабука према Рогатици када је на њих пуцано; било је око хиљаду стараца, жена и деце на тракторима и путничким возилима.
Један од преживелих у нападу изјавио је да су тела остављена на кањонском путу скоро 40 дана да се распадну, пре него што је група Срба стигла да их покупи за сахрану. Убијена је 21 особа, а рањено 39.

## Суђење
У децембру 2013. године, припадници Државне агенције за истраге и заштиту БиХ ухапсили су седам мушкараца у вези са злочином, након што је Министарство унутрашњих послова Републике Српске 2006. године поднело пријаву за ратне злочине. У склопу доказа представљен је и снимак места злочина. Контроверза је раније настала након што су њени делови коришћени у филму Ничија земља Даниса Тановића, при чему су жртве представљене као Бошњаци.
Првостепеном пресудом из марта 2017. године, четворица оптужених којима се суди, Мухамед и Тарик Шишић, Емир Драковац и Азиз Суша, ослобођени су оптужби. Међутим, Жалбено веће је укинуло пресуду и наложило поновно суђење.  У октобру 2018. четворица су проглашени кривима и осуђени на укупно 29 година затвора. Мухамед Шишић осуђен је на осам година затвора, Тарик Шишић и Азиз Суша на по пет година, а Емир Драковац на 11 година затвора. Претресно веће је узело у обзир Драковчево убиство, одсецање главе и сакаћење гениталија другог цивила, као и мучење српског војника, у посебном случају, када је разматрало његову казну за злочине у Кукавицама (његова комбинована пресуда је била 15 година).
У априлу 2019. Мухамеду Шишићу је казна повећана на 10 година, а Тарику Шишићу и Азизу Суши на по 8 година. Мухамед Шишић је био командир диверзантског вода чете Кукавице Армије БиХ, док су Тарик Шишић и Суша били припадници исте чете.